# Brachydemia latisoma
Brachydemia latisoma är en tvåvingeart som först beskrevs av Hull 1973.  Brachydemia latisoma ingår i släktet Brachydemia och familjen svävflugor. Inga underarter finns listade i Catalogue of Life.